# Maŷún
El maŷún (en dáriya, مَعْجُون mʿaǧūn; en francés, majoun) o maŷum (majoum) es una especie de masa dulce de origen marroquí. Su ingrediente principal es el hachís, la resina de la marihuana, o el kif, su polen, por lo que se considera un comestible de cannabis. Aunque las recetas varían, también incluye miel, higo, frutos secos como pistacho, nuez o anacardo, frutas secas como dátiles o pasas o especias como jengibre molido, canela en polvo, cardamomo, nuez moscada o anís. Aunque algunas recetas incluyen mantequilla de Marrakesh, esta no es necesaria y es poco común, pues tradicionalmente se prefiere usar smen (mantequilla clarificada). A veces se combina también con otras drogas, como opio o semillas de datura. Generalmente se sirve como pastelitos en forma de albóndiga de pequeño tamaño, y a veces la masa de majún se usa para rellenar ma'amul, un tipo de ka'ak o bollo árabe.
Majún, un dulce marroquí con infusión de cannabis, se elabora a partir de una receta bereber de 1000 años de antigüedad. El escritor Peter Lamborn Wilson relaciona el majún con los Heddawiyya, una orden sufí marroquí que usa el cannabis de forma ritual, espiritual y medicinal. En los años 50, artistas estadounidenses de la generación Beat (o Beatniks) que viajaron a Tánger descubrieron el majún y escribieron sobre él. Entre ellos, William S. Burroughs, David Herbert y Paul Bowles.

Los marroquíes hablaban constantemente del majún, que de otro modo podría describirse como mermelada de cannabis (...) Obtuve la dirección de una casa en "Calle Ibn Jaldún" donde podías ir y llamar a la puerta y entregar tu dinero y unos minutos después recibirían un pequeño paquete. Todo funcionó como se suponía; Por diez "pesetas" compré una gran barra. Era del tipo más barato y, por lo tanto, sabía como un dulce muy viejo y polvoriento del que todo el sabor había desaparecido hacía mucho tiempo. Sin embargo, esto de ninguna manera disminuyó su poder. (...) Mi mente se estaba comportando de una manera que nunca habría imaginado posible (...) Comencé una serie de experimentos con la sustancia, aún desconocida, para determinar mi propio conjunto de condiciones óptimas con respecto a la cantidad que se ingiere, la hora del día para la dosis, la dieta que lo acompaña y los ambientes físicos y psicológicos generales más propicios para el placer durante la experiencia. Grandes cantidades de té caliente eran esenciales, y el crepúsculo era la mejor hora para tomar majún; El efecto se producía lentamente después de una hora y media o incluso dos horas, preferiblemente en el momento de sentarse a cenar.
Paul Bowles, 1931.

El majún ganó popularidad en Occidente a partir de la publicación del libro de cocina The Alice B. Toklas Cook Book (1954), donde su autora, Alice B. Toklas, registró una receta de majún bajo el nombre Haschich Fudge («dulce de hachís»). A partir de entonces fue común llamar al majún «brownie de Alice B. Toklas» o «Hasch brownie». 
El informe The Clinical Diagnosis and Treatment of Poisoning (1957) describe al majún como «cáñamo, opio y semillas de datura».